# Cirkus Scott
Cirkus Scott är en svensk cirkus, grundad 1937 av bröderna Karl, Herman, Bruno och Natini Bronett. Bröderna var dåtidens mest berömda clowner. Käthe Bronett tog över cirkusen när clownbröderna avled i unga år. Hon drev sedan Cirkus Scott med stor framgång fram till år 1982 då hennes son François Bronett tog över verksamheten. François Bronett myntade som cirkusdirektör det klassiska uttrycket "Största möjliga tyssstnad" och gjorde status av svensk cirkus. Cirkus Scott blev ett namn i nöjesvärlden och räknades som en av Europas största cirkusar. Världseliten av cirkusartister har uppträtt hos Scott. 

## 1930- till 1960-talet
Cirkusen grundades 1937 av clownbröderna Carl, Herman, Bruno och Natini Goldkette, som använde namnet Bronett som artistnamn. Carl avled på hösten samma år. Den danska komikern Släpvagnen var clown på cirkusen följande år. På grund av andra världskriget hölls endast föreställningar i Stockholm under 1940, men 1946-1949 turnerade Cirkus Scott i hela Sverige. Den tyska cirkusen Franz Althoff turnerade med Scott år 1953 med en tre manegers-cirkus. Följande år visas cirkusen för första gången i SVT.

## 1960-talet till 2002
År 1969 blåste hela tältet sönder i Göteborg, vilket var den sista platsen för turnén. De svenska artisterna Eva Rydberg och Lasse Kühler turnerade med Scott som clowner under 1975. Under perioden 1976–1982 hyrde Cirkus Scott in vagnar, personal och djur från Ungerska Statscirkusen. Åren 1983–1985 hade man endast föreställningar i Stockholm. Bruno och Käte Bronetts son, François Bronett, övertog cirkusen med sina söner Henry och Robert i mitten av 1980-talet och samarbetade med den tyska cirkusen Williams Althoff. Cirkusen turnerade på 95 orter i Sverige och blev ett begrepp i den svenska nöjesvärlden. 
François Bronett avled 1994 och Henry och Robert blev ägare till Cirkus Scott. 2002 lämnade Robert Bronett företaget varefter Henry Bronett drev verksamheten vidare i egen regi under 2003, men valde sedan att ej driva cirkusen vidare på grund av svårighet att få lönsamhet i företaget. År 2004 startade Henry Cirkus Bronett.

### Historiska bilder

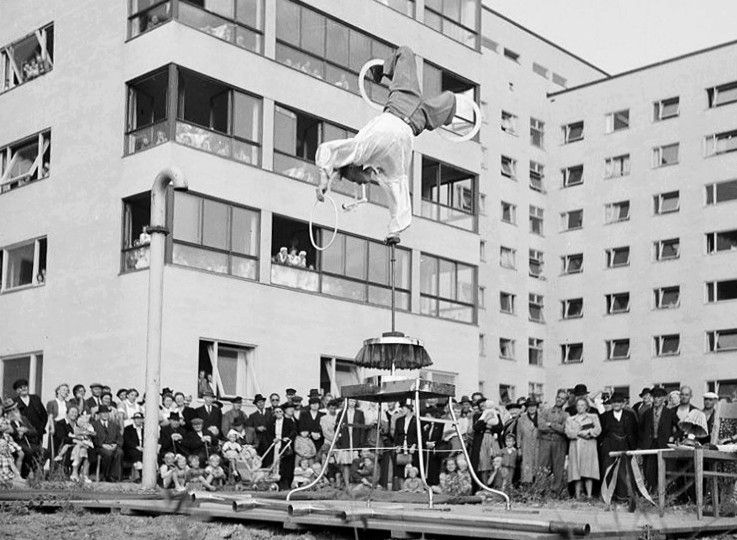
Uppträdande utanför Södersjukhuset, 1944.
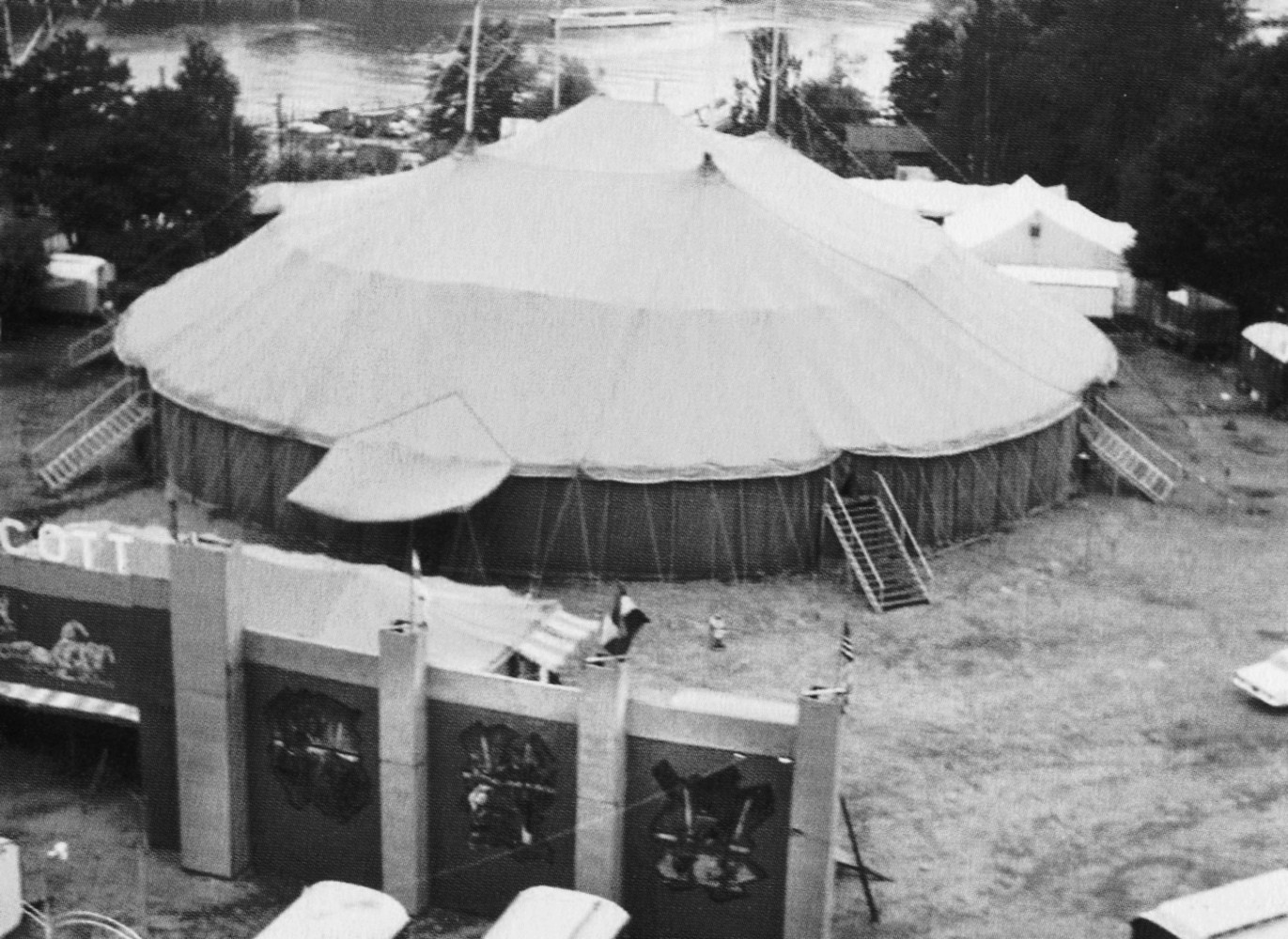
Tältet på Eriksdalslunden, 1965.
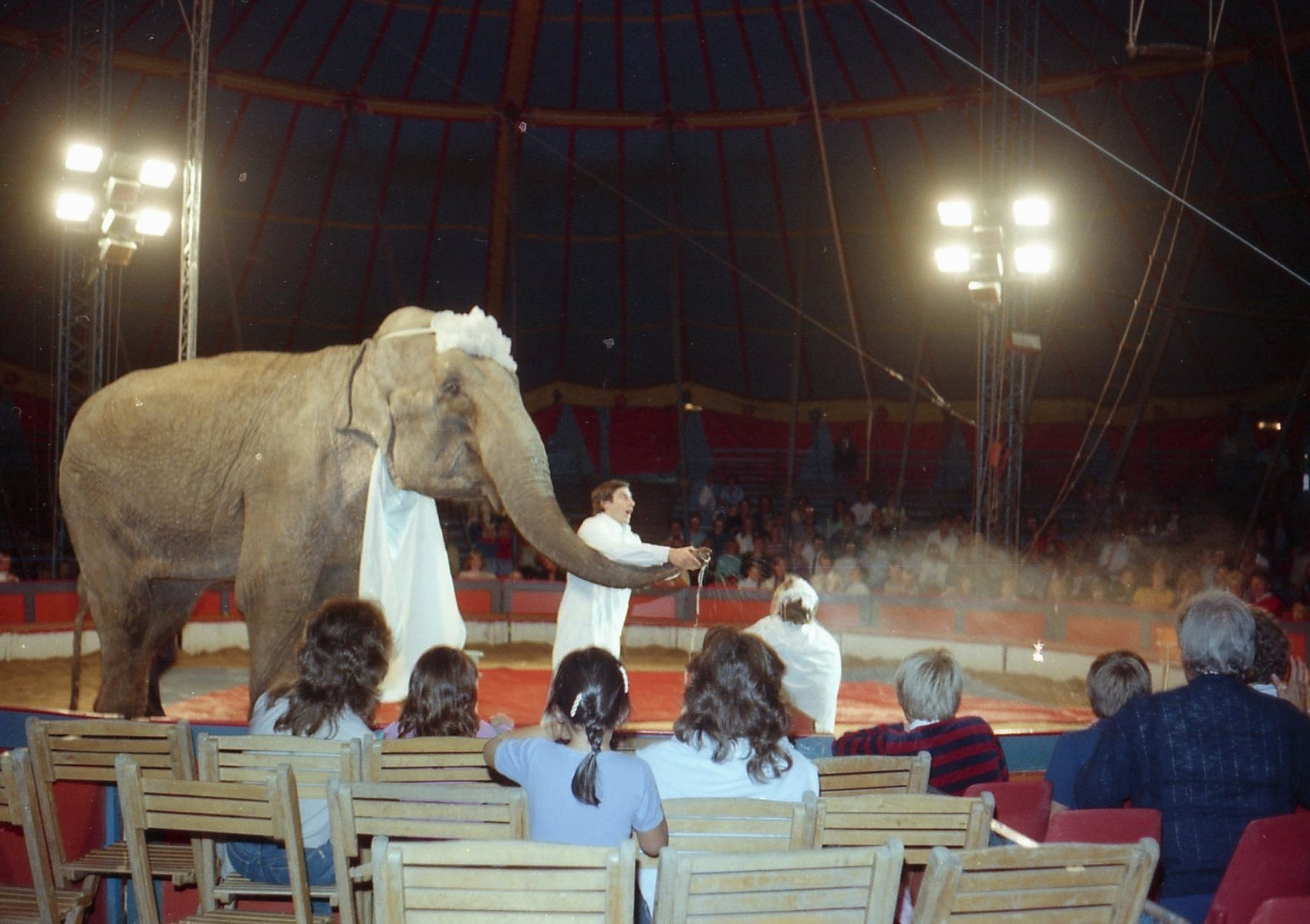
Föreställningen på Storängsbotten, 1983.
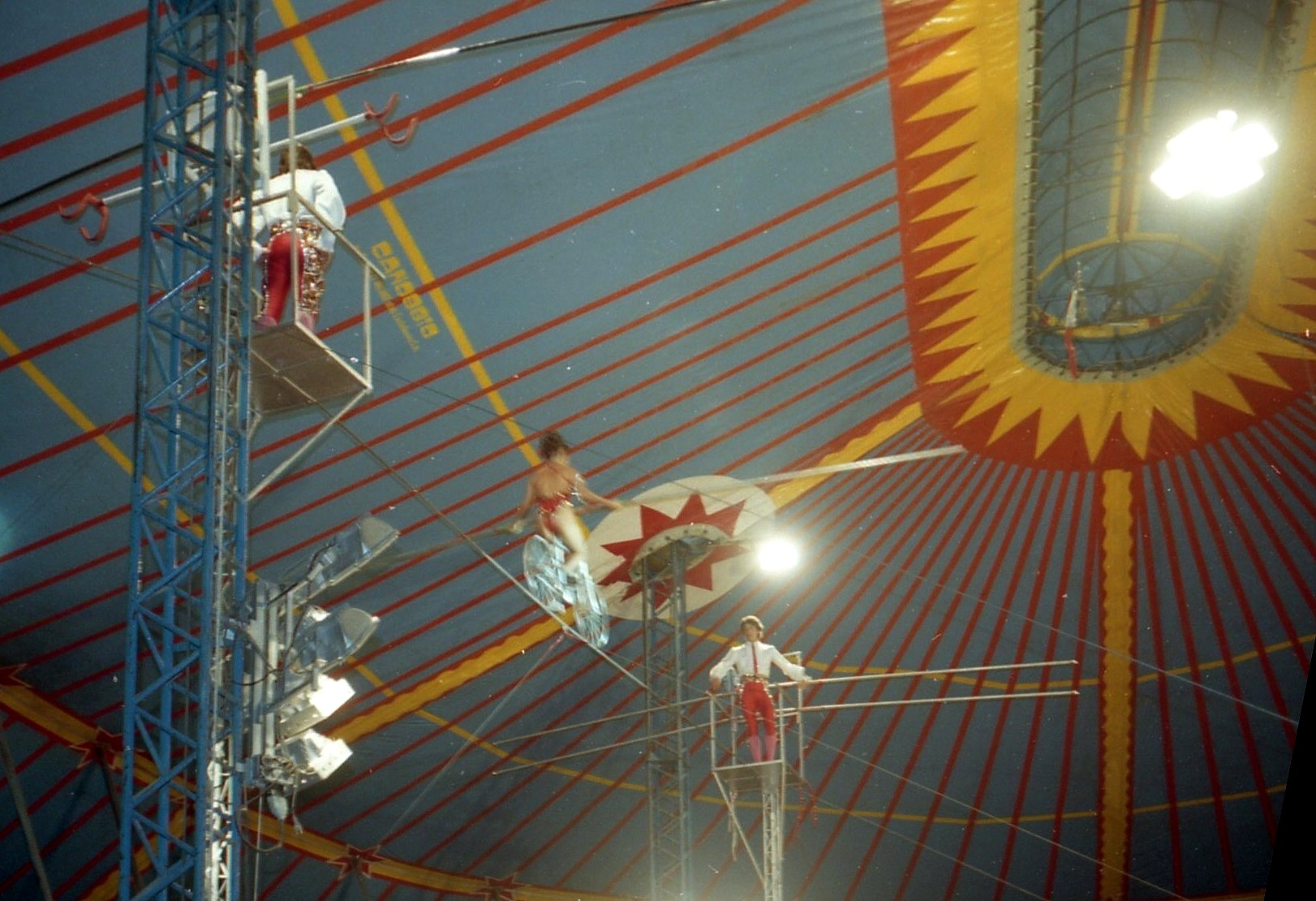
Föreställningen på Storängsbotten, 1983.

## Efter 2011
Robert Bronett tog 2011 beslut att i framtiden återigen turnera med Cirkus Scott. I augusti 2011 satte Robert upp en stor Cirkus Scott-föreställning (den första sedan 2003) med inkorporerad "cirkuspark" på Gärdet i Stockholm, med följande program:
- Spindlers – elefanter
- Tim Delbosq – hästar från danska Cirkus Arena
- John Burke – sjölejon
- Trio Camadi – höglina, dödshjul
- Huesca Brothers – ikariska lekar
- Erix Logan – illusioner
- Rastellis – clowner
- Fumagalli & Darix – clowner
- Cirkusorkester och showbalett

Scott avslutade säsongen 2011 med föreställningar i Bukarest, Rumänien från 20 september till 2 oktober. På sommaren 2012 gav sig Cirkus Scott ut på turné genom Sverige för att fira 75-årsjubileum. Året avslutades med en vintercirkus på Gärdet i Stockholm. Cirkusen leddes av Robert Bronett med familj.

### Bilder 2012

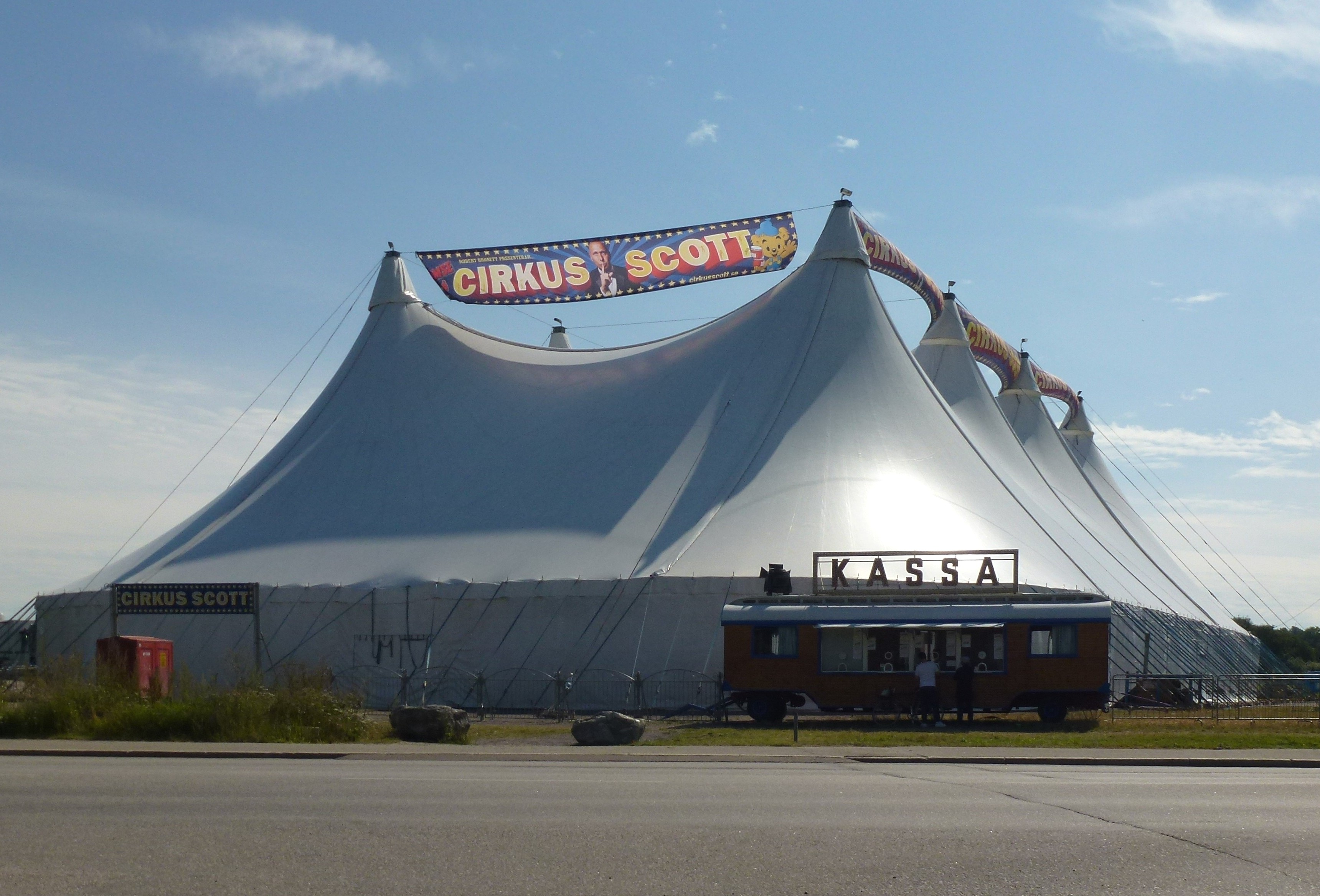
Scott på Gärdet, sommar 2012.
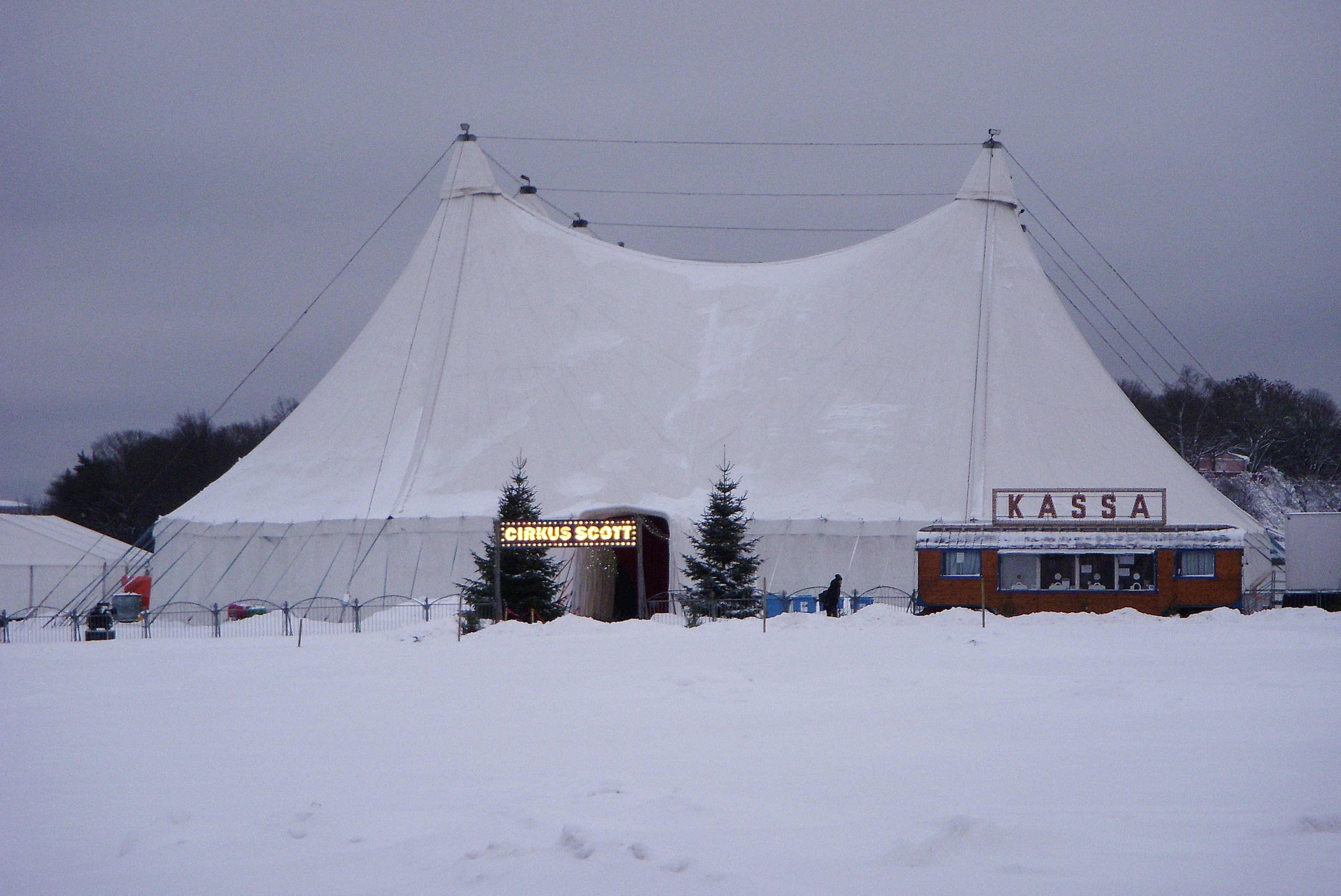
Scott på Gärdet, vinter 2012.
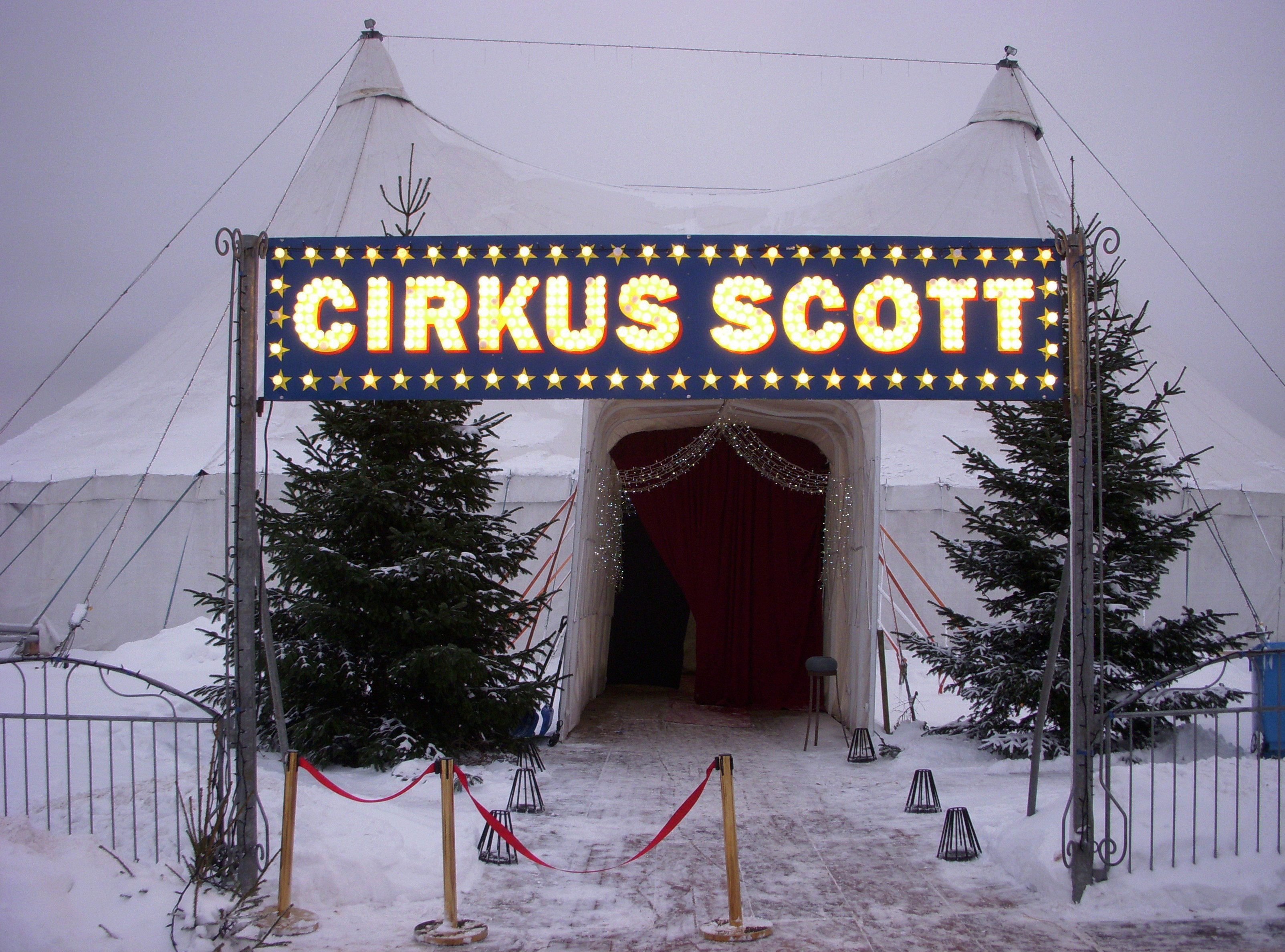
Scott på Gärdet, vinter 2012.
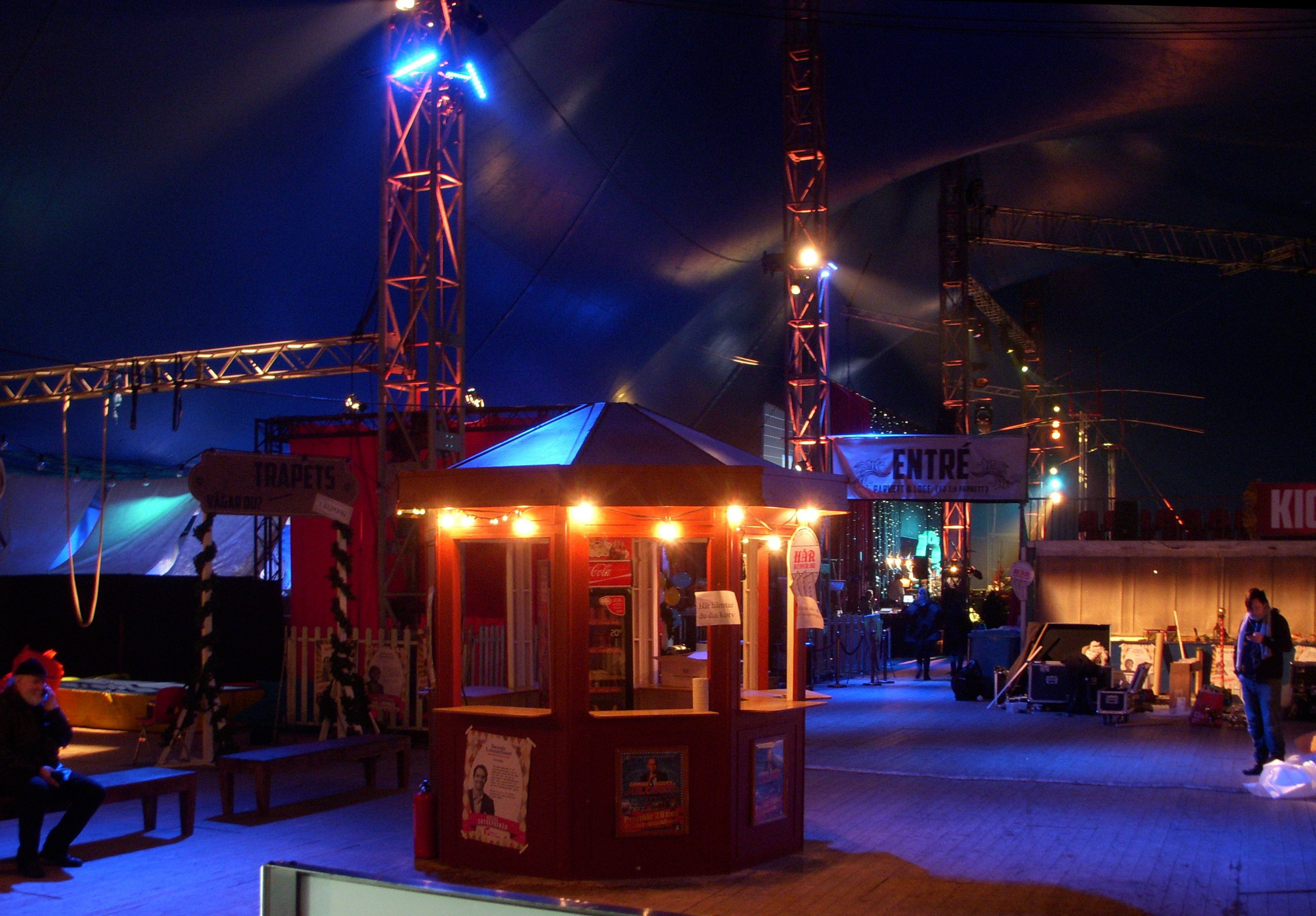
Tältet inifrån, december 2012.

### Bilder 2013

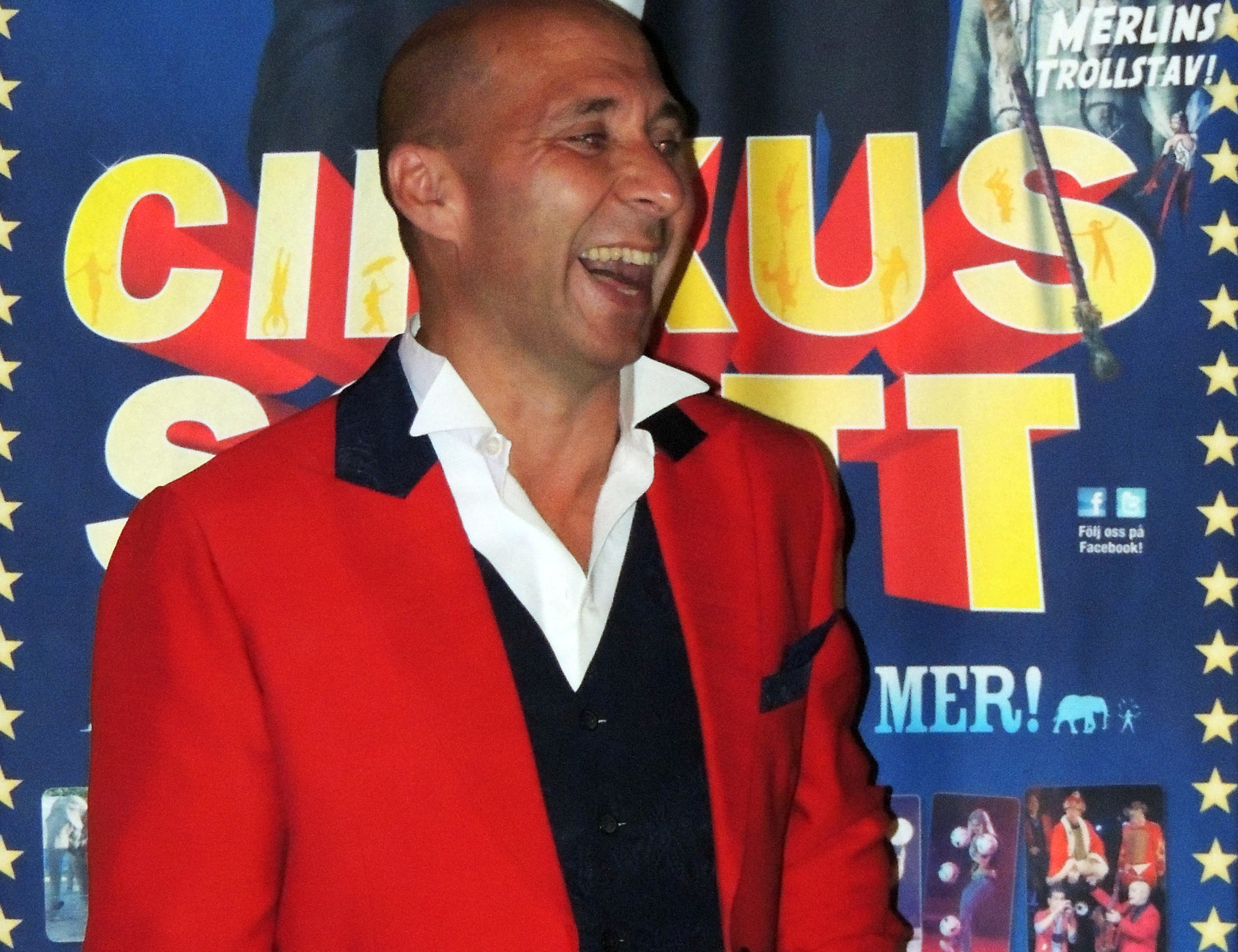
Robert Bronett i Örebro 11 juli 2013.
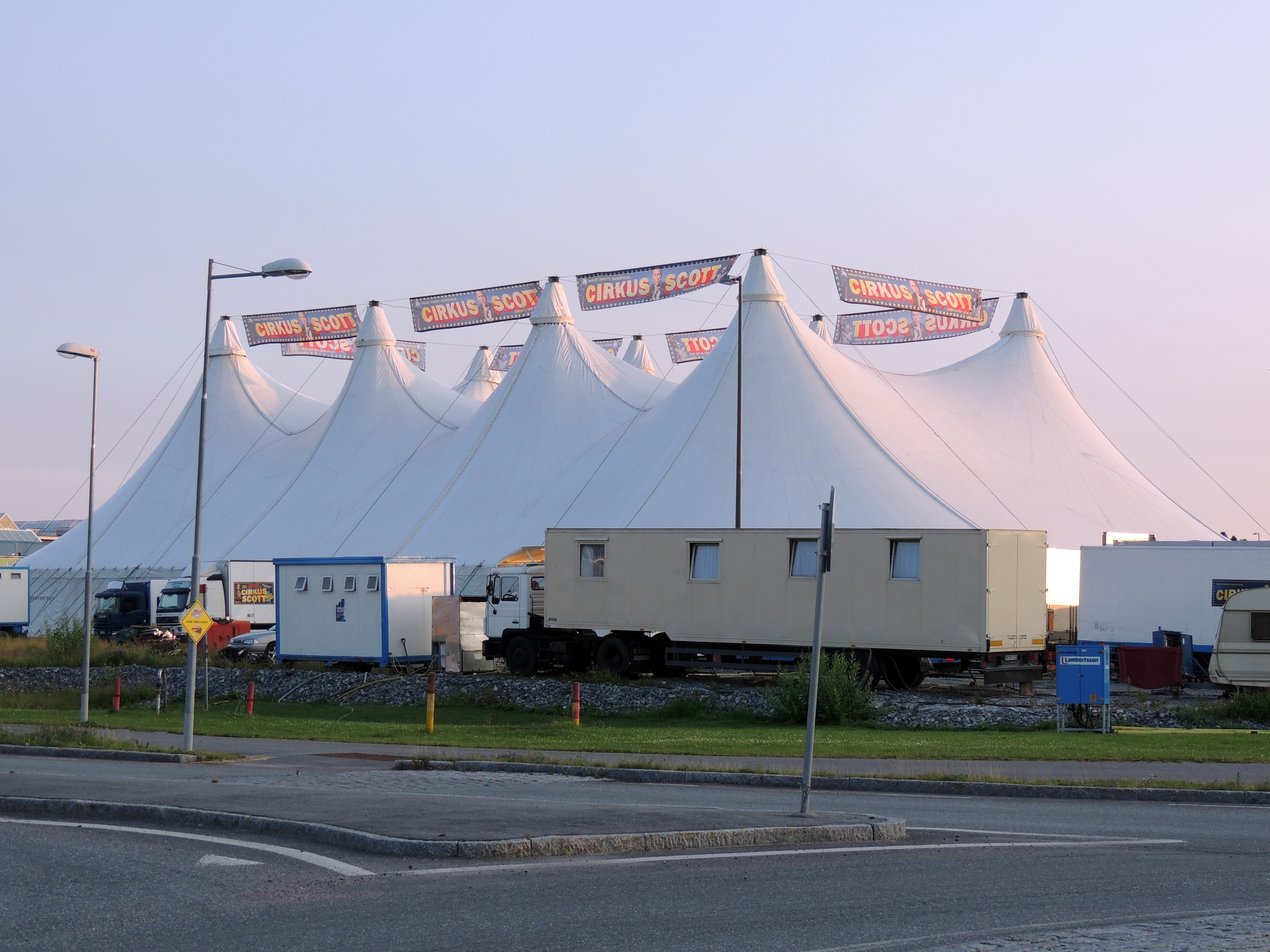
Tältet i Örebro.
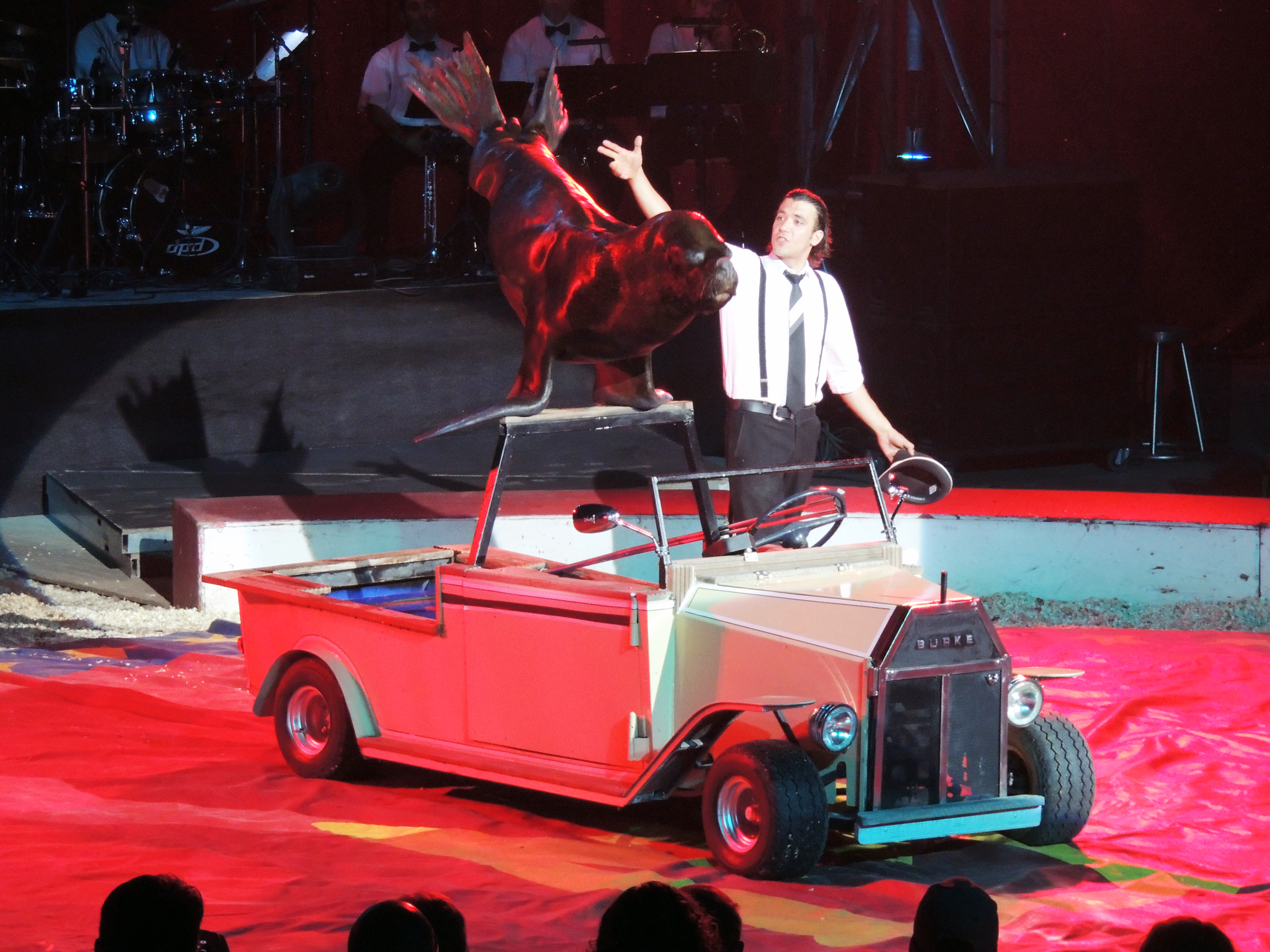
Patrick Burke och sjölejonet Roger i Örebro.
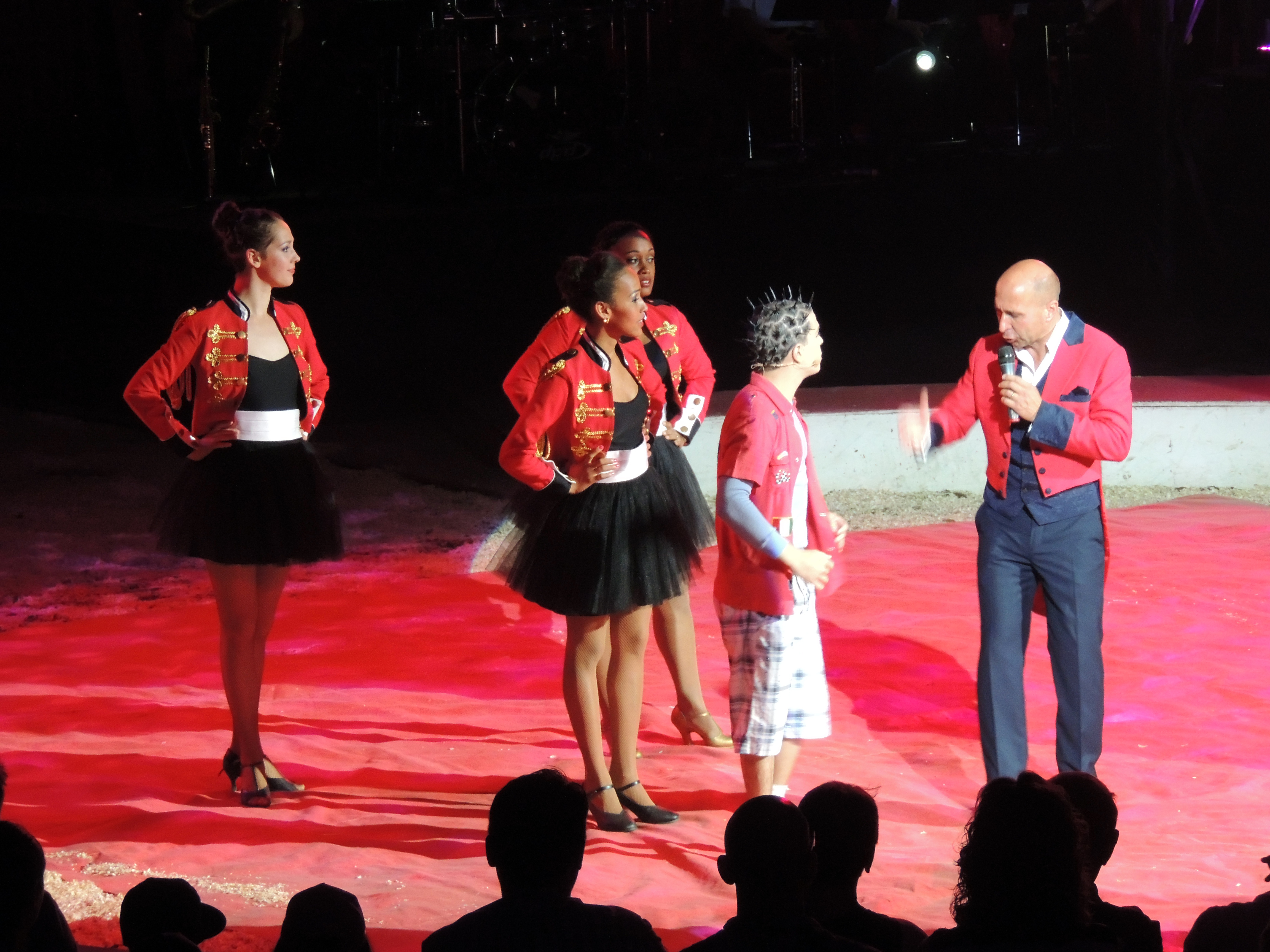
Robert Bronett tillrättavisar clownen Steve Caveagna i Örebro.